# River Petit Bacaye
River Petit Bacaye är ett vattendrag i Grenada.   Det ligger i parishen Saint David, i den södra delen av landet, 8 km sydost om huvudstaden Saint George's.